# Comtat de Soissons
Comtat de Soissons fou una jurisdicció feudal del Regne de França centrada a la població de Soissons. El comtat hauria estat en mans de la família dels Nibelúngides i va passar per herència vers 898 a Heribert I, procedent de Teodoric que segurament era el seu avi matern; Heribert fou comte de Vermandois i de Soissons i al morir el va succeir el seu fill Heribert II de Vermandois i Soissons, que va morir el 943; en guerra contra el rei de França hauria perdut Soissons vers 931 i llavors apareix com a comte Walderic que subscriu una carta el 10 de juny de 966. Posteriorment apareix com a comte Guiu I (vers 969-988) la filla del qual, Adelisa, es va casar amb Noguer II, comte de Bar-sur-Aube. Va passar per herència a la casa d'Eu de Normandia i després a la casa de Nesle. Una doble herència femenina el va passar a les cases d'Avesnes i tot seguit a la de Châtillon. Guiu de Châtillon el va vendre a Lluís duc d'Orleans i fou transmès pel bastard d'Orleans, comte de Dunois a la branca d'Orleans-Longueville i pel matrimoni de Francesca amb el príncep Lluís I de Borbó-Condé a la casa Borbó-Condé. Lluís de Borbó-Soissons (comte 1612-1641) només va deixar un fill natural (sense dret a l'herència), de nom Lluís Entic (mort el 1703) i l'herència va recaure en Maria, germana de Lluís, que el va aportar per matrimoni a la casa de Savoia-Carignan. El 1734 la línia masculina de Carignan es va extingir i l'herència corresponia a la princesa de Saxònia-Hildburghausen que va vendre el comtat a la casa d'Orleans, que el va tenir fins al 1790.

## Llista de comtes
Comtes carolingis
- Heribert I de Vermandois, vers 898-900
- Heribert II de Vermandois, 900-vers 931
- Walderic vers 931-969
- Guiu I vers 969-988
- Adelisa 988-?

Casa de Bar-sur-Aube
- ?-1019: Noguer II (mort el 1019), comte (jure uxoris), marit
- 1019-1057: Renald I (mort el 1057), fill
- 1057: Guiu (mort el 1057) fill
- 1057-1079: Adelaida o Adela (1040-1079, germana

Casa de Normandia
- ?-1076: Guillem Busac (nascut abans 1025- 1076) comte (jure uxoris), marit d'Adelaida o Adela
- 1076 - 1099: Renald II, fill
- 1099 - 1118: Joan I (mort vers 1118), germà
- 1118-1146: Renald III ((mort en 1146), fill

Casa de Nesle
- 1146-1178: Ives (III) de Nesle, el Vell (+ 1178) comte, fill de Raül de Nesle i net de Ramentrudis, germana de Joan de Soissons i el seu marit Ives de Nesle,
- 1178-1180: Conó (mort 1180), fill de Raüll II de Nesle (germà d'Ives el Vell)
- 1180-1237: Raül I el Bo (nascut vers 1150- + 1237), germà
- 1237-1270: Jean II el Tartamut (nascut vers 1224-1272), fill
- 1270-1284: Jean III (mort el 1284)
- 1284-1289: Jean IV (mort el 1289
- 1289-1298: Jean V (1281-1298)
- 1298-1306: Hugues (mort el 1306)
- 1306-1344: Margarita (1306-1350)

Casa d'Avesnes
- 1322 - ? Joan d'Avesnes (marit de Margarita)
- 1344-1350: Joana d'Hainaut (1323-1350) filla

Casa de Châtillon
- 1344-1346: Lluís I de Châtillon (primer marit de Joana)
- 1348-1350 : Guillem I el Ric, marcgravi de Namur (+1391)
- 1350-1367: Guy II de Blois-Châtillon (?-1397), fill de Lluís I

Casa de Coucy (Gant)
- 1367-1398: Enguerrand VII de Coucy 1340 - 1398
- 1398-1404: Maria de Coucy (1366-1404)
- 1404: Isabel (morta el 1411)

Casa d'Orleans
- 1404-1407: Lluís (1372-1407)
- 1407-1412: Carles 1394 - 1465

Casa de Bar
- 1412-1415: Robert 1390-1415, fill d'Enric de Bar, senyor o comte de Marle, i de Maria de Coucy
- 1415-1462: Joana 1415-1462, casada amb Lluís de Luxemburg, comte de Saint-Pol i de Ligny

Casa de Luxemburg
- 1462 - 1476: Joan de Luxemburg († 1476)
- 1476 - 1482: Pere de Luxemburg-Saint-Pol (vers 1435-1482) comte de Soissons i de Saint-Pol
- 1482-1547: Maria (1466/1472-1547)

Casa de Borbó
- 1487 - 1495: Francesc de Borbó-Vendôme (1470-1495), comte (jure uxoris), marit de Maria
- 1495-1537: Carles de Borbó-Vendôme (1489-1537), comte per dret matern (jure matris), fill
- 1547 - 1557: Joan de Borbó-Soissons (1528-1557), fill
- 1557-1569: Lluís I de Borbó-Condé (1535-1569), germà
- 1569-1612: Carles de Borbó-Soissons (1566-1612), fill
- 1612-1641: Lluís de Borbó-Soissons (1604-1641), fill
- 1641-1656: Maria de Borbó-Soissons (1606-1692), germana

Casa de Savoia
- 1641-1656 : Tomàs de Savoia-Carignan (1596-1656), comte (jure uxoris), marit de l'anterior
- 1646/50-1656 : Josep Manel (1631-1656), comte titular, fill
- 1656-1673: Eugeni Maurici (1635-1673), germà, duc de Carignan a les Ardenes
- 1673-1702: Lluís Tomàs (1657-1702), fill
- 1702-1729: Manel Tomàs (1687 --1729), fill
- 1729-1734: Eugeni-Joan-Francesc (1714 --1734), fill

Casa d'Orleans
- 1735[cal citació] - 1752: Lluís d'Orleans (1703 - 1752), fill
- 1752 - 1785: Lluís Felip d'Orleans (1725 - 1785), fill
- 1785 - 1793: Felip d'Orleans (1747 - 1793), fill. Va renunciar al seu patronímic i al seu títol el 1792 i es va fer dir Felip Igualtat.